# 第76回皐月賞
第76回皐月賞は、2016年4月17日に中山競馬場で施行された競馬の競走である。

## 出走馬の状況
2016年の牡馬クラシック三冠の一冠目として注目が集まった。主な出走馬は、若駒ステークス(OP)の勝ち馬で、皐月賞のトライアル競走である弥生賞(GII)に勝利したマカヒキ、弥生賞2着で2015年の2歳王者決定戦朝日杯フューチュリティステークス(GI)の勝ち馬でありJRA賞最優秀2歳牡馬に選ばれたリオンディーズ、弥生賞3着で朝日杯フューチュリティステークス2着のエアスピネルなどが出走した。また、スプリングステークス(GII)の勝ち馬マウントロブソン、若葉ステークス(OP)勝ち馬アドマイヤダイオウも出走した。また、トライアル競走ではないが、きさらぎ賞(GIII)を快勝して皐月賞に直行してきたサトノダイヤモンド、共同通信杯(GIII)の勝ち馬ディーマジェスティも出走した。

### トライアル競走の結果
第53回弥生賞 GII
- 中山・芝2000ⅿで施行[2]。
- 3着以内に優先出走権が与えられる。

| 着順 | 競走馬名           | 性齢 | 騎手       | タイム | 着差    |
| ---- | ------------------ | ---- | ---------- | ------ | ------- |
| 1着  | マカヒキ           | 牡3  | C.ルメール | 1:59.9 |         |
| 2着  | リオンディーズ     | 牡3  | M.デムーロ | 1:59.9 | クビ    |
| 3着  | エアスピネル       | 牡3  | 武豊       | 2:00.2 | 2馬身   |
| 4着  | タイセイサミット   | 牡3  | 内田博幸   | 2:01.1 | 5馬身   |
| 5着  | アドマイヤエイカン | 牡3  | 岩田康誠   | 2:01.2 | 3/4馬身 |

 第65回スプリングステークス GII
- 中山・芝1800ⅿで施行[3]。
- 3着以内に優先出走権が与えられる。

| 着順 | 競走馬名           | 性齢 | 騎手         | タイム | 着差     |
| ---- | ------------------ | ---- | ------------ | ------ | -------- |
| 1着  | マウントロブソン   | 牡3  | A.シュタルケ | 1:48.1 |          |
| 2着  | マイネルハニー     | 牡3  | 柴田大知     | 1:48.1 | クビ     |
| 3着  | ロードクエスト     | 牡3  | 池添謙一     | 1:48.2 | クビ     |
| 4着  | プランスシャルマン | 牡3  | 内田博幸     | 1:48.4 | 1馬身1/4 |
| 5着  | ミッキーロケット   | 牡3  | C.ルメール   | 1:48.4 | クビ     |

 若葉ステークス OP
- 阪神・芝2000ⅿで施行[4]。
- 2着以内に優先出走権が与えられる。

| 着順 | 競走馬名           | 性齢 | 騎手       | タイム | 着差  |
| ---- | ------------------ | ---- | ---------- | ------ | ----- |
| 1着  | アドマイヤダイオウ | 牡3  | M.デムーロ | 2:02.2 |       |
| 2着  | ナムラシングン     | 牡3  | 池添謙一   | 2:02.2 | ハナ  |
| 3着  | ゼンノタヂカラオ   | 牡3  | 川田将雅   | 2:03.5 | 8馬身 |

### その他の主な前哨戦の結果
第56回きさらぎ賞 GIII 
- 京都・芝1800ⅿで施行[5]。

| 着順 | 競走馬名           | 性齢 | 騎手       | タイム | 着差     |
| ---- | ------------------ | ---- | ---------- | ------ | -------- |
| 1着  | サトノダイヤモンド | 牡3  | C.ルメール | 1:46.9 |          |
| 2着  | レプランシュ       | 牡3  | 内田博幸   | 1:47.5 | 3馬身1/2 |
| 3着  | ロイカバード       | 牡3  | 武豊       | 1:47.5 | アタマ   |

 第50回共同通信杯 GIII
- 東京・芝1800mで施行。

| 着順 | 競走馬名           | 性齢 | 騎手       | タイム | 着差     |
| ---- | ------------------ | ---- | ---------- | ------ | -------- |
| 1着  | ディーマジェスティ | 牡3  | 蛯名正義   | 1:47.4 |          |
| 2着  | イモータル         | 牡3  | 戸崎圭太   | 1:47.6 | 1馬身1/4 |
| 3着  | メートルダール     | 牡3  | C.ルメール | 1:47.7 | 1/2馬身  |

## 出走馬と枠順
2016年4月17日 第3回中山競馬第8日目 第11競走
天気：晴れ、馬場状態：良、発走時刻：15時40分
負担重量は57kg
| 枠番 | 馬番 | 競走馬名           | 性齢 | 騎手       | 調教師     | オッズ（人気） | 馬主                           | 馬体重 |
| ---- | ---- | ------------------ | ---- | ---------- | ---------- | -------------- | ------------------------------ | ------ |
| 1    | 1    | ドレッドノータス   | 牡3  | 藤岡佑介   | 矢作芳人   | 149.1（13人）  | キャロットファーム             | 470    |
| 1    | 2    | ジョルジュサンク   | 牡3  | 吉田隼人   | 鮫島一歩   | 129.0（12人）  | CHEVALATTACHE                  | 508    |
| 2    | 3    | マカヒキ           | 牡3  | 川田将雅   | 友道康夫   | 3.7（3人）     | 金子真人ホールディングス（株） | 498    |
| 2    | 4    | アドマイヤダイオウ | 牡3  | 福永祐一   | 友道康夫   | 27.4（7人）    | 近藤利一                       | 486    |
| 3    | 5    | マウントロブソン   | 牡3  | T.ベリー   | 堀宣行     | 25.9（6人）    | 金子真人ホールディングス（株） | 472    |
| 3    | 6    | ミライヘノツバサ   | 牡3  | 柴田大知   | 伊藤大士   | 124.3（11人）  | 三島宣彦                       | 482    |
| 4    | 7    | ウムブルフ         | 牡3  | 柴山雄一   | 堀宣行     | 306.4（16人）  | 社台レースホース               | 464    |
| 4    | 8    | ミッキーロケット   | 牡3  | 横山典弘   | 音無秀孝   | 150.4（14人）  | 野田みづき                     | 474    |
| 5    | 9    | ナムラシングン     | 牡3  | 田辺裕信   | 高野友和   | 85.9（9人）    | 奈村睦弘                       | 504    |
| 5    | 10   | トーアライジン     | 牡3  | 大野拓弥   | 村山明     | 481.4（18人）  | 高山ランド                     | 492    |
| 6    | 11   | サトノダイヤモンド | 牡3  | C.ルメール | 池江泰寿   | 2.7（1人）     | 里見治                         | 504    |
| 6    | 12   | リスペクトアース   | 牡3  | 石川裕紀人 | 小笠倫弘   | 267.0（15人）  | グリーンファーム               | 534    |
| 7    | 13   | プロフェット       | 牡3  | 戸崎圭太   | 池江泰寿   | 90.1（10人）   | キャロットファーム             | 460    |
| 7    | 14   | ロードクエスト     | 牡3  | 池添謙一   | 小島茂之   | 21.8（5人）    | ロードホースクラブ             | 452    |
| 7    | 15   | エアスピネル       | 牡3  | 武豊       | 笹田和秀   | 16.1（4人）    | （株）ラッキーフィールド       | 480    |
| 8    | 16   | リオンディーズ     | 牡3  | M.デムーロ | 角居勝彦   | 2.8（2人）     | キャロットファーム             | 500    |
| 8    | 17   | アドマイヤモラール | 牡3  | 内田博幸   | 上原博之   | 414.6（17人）  | 近藤利一                       | 500    |
| 8    | 18   | ディーマジェスティ | 牡3  | 蛯名正義   | 二ノ宮敬宇 | 30.9（8人）    | 嶋田賢                         | 476    |

## レース結果

### レース内容
スタートはミッキーロケットが少し出遅れて幕を開ける。先頭にはリスペクトアースが立ち、それにリオンディーズがかかり気味で追走して第1コーナーに入った。外側にアドマイヤモラール、内側にはジョルジュサンクやマウントロブソンなどがつけた。人気の一角エアスピネルは外目につけた。サトノダイヤモンドは中団あたり、その後ろにディーマジェスティ、マカヒキなどが控えた。
リオンディーズがかかってしまったこともあり、ペースは速くなった。前半1000mタイムは58.4秒とハイペースとなった。
向こう正面では依然としてリオンディーズはかかり気味のまま追走している。その後方につけていたディーマジェスティやマカヒキは反応よく動き出した。
残り800mの地点で向かい風の中、リオンディーズは抑えられず先頭に立つ。最終コーナーでは、2番手にマウントロブソン、3番手にエアスピネル、後ろのサトノダイヤモンドやマカヒキなどの後続馬が、だんだん差を詰めてきた。
最後の直線では、先頭に早めに立ったリオンディーズ、それを交わそうと追い込んできたエアスピネルとその外にサトノダイヤモンドが並んだ。その時、リオンディーズが斜行し2頭が失速。その頃外から8番人気のディーマジェスティが鋭い脚で追い込み、前の馬を一気に交わして先頭に立った。それに負けじとマカヒキもよく追い込むも届かず。ディーマジェスティが1:57.9のレースレコードのタイムで優勝した。
しかしゴール直後、審議の青ランプが点灯した。審議内容は勝ち馬には関係ないものだが、リオンディーズの斜行についてだった。そして約15分後、リオンディーズは4位入線から5着へ降着、エアスピネルは4着となった。なお、もう一頭の被害馬サトノダイヤモンドはリオンディーズよりも先着した。

### レース着順
| 着順 | 枠番 | 馬番 | 競走馬名           | タイム | 着差        |
| ---- | ---- | ---- | ------------------ | ------ | ----------- |
| 1    | 8    | 18   | ディーマジェスティ | 1:57.9 |             |
| 2    | 2    | 3    | マカヒキ           | 1:58.1 | 1.1/4       |
| 3    | 6    | 11   | サトノダイヤモンド | 1:58.3 | 1.1/4       |
| 4    | 7    | 15   | エアスピネル       | 1:58.4 | 1/2+ハナ    |
| 5    | 8    | 16   | リオンディーズ     | 1:58.4 | （4位降着） |
| 6    | 3    | 5    | マウントロブソン   | 1:58.6 | 1.1/4       |
| 7    | 5    | 9    | ナムラシングン     | 1:58.7 | 1/2         |
| 8    | 7    | 14   | ロードクエスト     | 1:59.1 | 2.1/2       |
| 9    | 2    | 4    | アドマイヤダイオウ | 1:59.5 | 2.1/2       |
| 10   | 4    | 7    | ウムブルフ         | 1:59.6 | 3/4         |
| 11   | 7    | 13   | プロフェット       | 1:59.8 | 1.1/4       |
| 12   | 3    | 6    | ミライヘノツバサ   | 1:59.9 | 1/2         |
| 13   | 4    | 8    | ミッキーロケット   | 2:00.0 | 1/2         |
| 14   | 5    | 10   | トーアライジン     | 2:00.3 | 2           |
| 15   | 1    | 1    | ドレッドノータス   | 2:00.5 | 1.1/4       |
| 16   | 1    | 2    | ジョルジュサンク   | 2:01.0 | 3           |
| 17   | 6    | 12   | リスペクトアース   | 2:02.6 | 10          |
| 18   | 8    | 17   | アドマイヤモラール | 2:03.2 | 4           |

### 制裁
- 4位入線のリオンディーズは最後の直線コースで外側に斜行してエアスピネルの走行を妨害し、かつ走行妨害がなければ被害馬が先に入線していたと認められるため5着に降着。（その他の被害馬：サトノダイヤモンド）
- リオンディーズ鞍上のM.デムーロは向正面で外側に斜行したため、過怠金1万円が科せられた（被害馬：マウントロブソン）。さらに3位入線サトノダイヤモンドと5位入線エアスピネルの走行を妨害したため2016年4月23日（土）から5月1日（日）まで9日間（開催4日間）の騎乗停止処分となった（被害馬：エアスピネル、サトノダイヤモンド）。

### データ
| 1000m通過タイム   | 58.4秒（リオンディーズ） |
| 上がり4ハロン     | 48.0秒                   |
| 上がり3ハロン     | 35.6秒                   |
| 最速上がり3ハロン | 33.9秒（マカヒキ）       |

### 払戻金
| 単勝   | 18      | 3,090円  |
| 複勝   | 18      | 530円    |
| 複勝   | 3       | 160円    |
| 複勝   | 11      | 150円    |
| 枠連   | 2-8     | 450円    |
| 馬連   | 3-18    | 6,220円  |
| ワイド | 3-18    | 1,730円  |
| ワイド | 3-11    | 1,760円  |
| ワイド | 11-18   | 320円    |
| 馬単   | 18→3    | 17,680円 |
| ３連複 | 3-11-18 | 6,000円  |
| ３連単 | 18→3→11 | 70,390円 |

## 達成された記録
- この競走の勝ちタイム1:57.9は第73回優勝馬ロゴタイプの1:58.0を3年ぶりに上回るレースレコードとなった。翌2017年にアルアインが1:57.8でレコードタイムを更新したが、勝ちタイムとしては2024年現在も同レース史上3位[7]に残っている。
- 調教師の二ノ宮敬宇は皐月賞かつクラシック初制覇。GI勝利はショウナンアデラで制した2014年の阪神ジュベナイルフィリーズ以来となる通算6勝目。
- 鞍上の蛯名正義は2014年のイスラポニータに続き皐月賞2勝目。GI勝利はマリアライトで制した昨年のエリザベス女王杯以来となる通算25勝目。

## テレビ・ラジオ中継
- ラジオNIKKEI
  - 実況：中野雷太
- フジテレビ
  - 実況：福永一茂
  - 解説：岡部幸雄
  - 勝利ジョッキーインタビュー：倉田大誠